# 사과 (교육)
사과(四科, 라틴어: quadruvium)는 중세시대에 서양의 대학교에서 가르쳤던 자유과의 큰 두 갈래 중 하나이다. 중세 대학에서 사과는 삼학을 배운 이후 수학되었다. 사과를 뜻하는 "quadrivium"란 단어는 라틴에 어원을 두는데, 이는 "4개의 길", 즉 자유 인문의 완성을 의미한다.
중세의 많은 대학들에서 사과 과정은 학사 학위 이후 석사(Master of Arts) 학위를 받기 위한 과정이었다. 학사 학위를 받은 학생들은 음악과 같은 상위 교과목의 학위 과정을 수료할 수 있는 자격이 주어졌다.
중세 교육에서 사과는 산술학(arithmetic), 기하학(geometry), 음악(music), 천문학(astronomy)으로 구성되어 있었다. 이러한 과목들은, 삼학이라는 준비 과정을 수료한 이후에 행해졌다. 또한 사과는 심오한 연구인 신학과 철학의 준비 과정으로 여겨졌다.
현대적인 시점에서 바라보았을 때, 이러한 사과는 수치와 물리적인 공간, 시간간의 관계를 분석하는 학문이라 여길 수 있다. 산술학은 순수한 수를, 기하학은 공간에서의 수를, 음악은 시간에서의 수를, 천문학은 시간과 공간에서의 수를 다루는 학문이라 여길 수 있다.

## 같이 보기
- 자유과
- 삼학